# Matias Flácio
Matias Flácio Ilírico (em latim: Matthias Flacius Illyricus; Albona, 3 de Março de 1520 — Frankfurt sobre o Meno, 11 de Março de 1575) foi teólogo luterano, reformador da Ístria e professor de hebraico da Universidade de Wittenberg (1544). 

## Vida
Flácio era filho de Andrea Vlacich e Jacobea Luciani, filha de uma rica e poderosa família alboniana. O tio da sua mãe se chamava Baldo Lupetino (1492-1556) e foi condenado à morte por afogamento em Veneza por causa de sua fé. Flácio perdeu seu pai ainda na infância.
Com a idade de dezesseis anos Flácio foi estudar em Veneza onde assistiu aulas com o humanista Giambattista Cipelli (1478-1553). Um ano depois, entrou para a vida monástica, com vistas para o ensino das escrituras. Seus objetivos, no entanto, divergiam de seu tio, Baldo Lupetino, que era provincial dos franciscanos e que tinha simpatia pela causa da Reforma, e que o convenceu a seguir a carreira universitária.
Flácio continuou seus estudos na Basileia em 1539, indo mais tarde para Tübingen e finalmente em Wittenberg onde em 1541 foi recebido por Filipe Melanchthon. Ali ele teve influência de Martinho Lutero, sendo apontado professor de hebraico e de grego em 1544. Casou-se no outono de 1545, tendo Lutero tomado parte das festividades. Em 24 de fevereiro de 1546 conseguiu seu Mestrado, ficando entre os primeiros graduados. Em 9 de novembro de 1551 mudou-se para Magdeburgo, finalizando suas desavenças com Melanchthon, com relação ao "Ínterim de Augsburgo", com cujas decisões ele não concordava.
Em 17 de maio de 1557 foi nomeado professor de teologia sobre o Novo Testamento na Universidade de Jena, mas logo envolveu-se em polêmicas com seu colega Victorinus Strigelius (1524-1569) sobre questões sinérgicas, relativas à função da vontade no processo de conversão. Em fevereiro de 1562 deixou Jena para fundar uma academia em Regensburgo. O projeto foi mal sucedido e em outubro de 1566 aceitou um convite da comunidade luterana em Antuérpia. Em fevereiro de 1567 deixou Antuérpia por causa das exigências da guerra, dirigindo-se para Frankfurt, onde as autoridades viraram a cara para ele.
Partiu, então, para Estrasburgo, sendo bem recebido pelo superintendente Johannes Marbachius (1521-1581), onde esperava ter encontrado guarida. Mas, aqui também, seus pontos de vista religiosos lhe obstaram o caminho, chegando as autoridades a lhe solicitar que deixasse a cidade em 1 de maio de 1573. A prioreza Catharina von Meerfeld do Convento das Senhoras Brancas o acolheu secretamente e também a sua família em Frankfurt onde veio a falecer em 11 de março de 1575.

## Obras

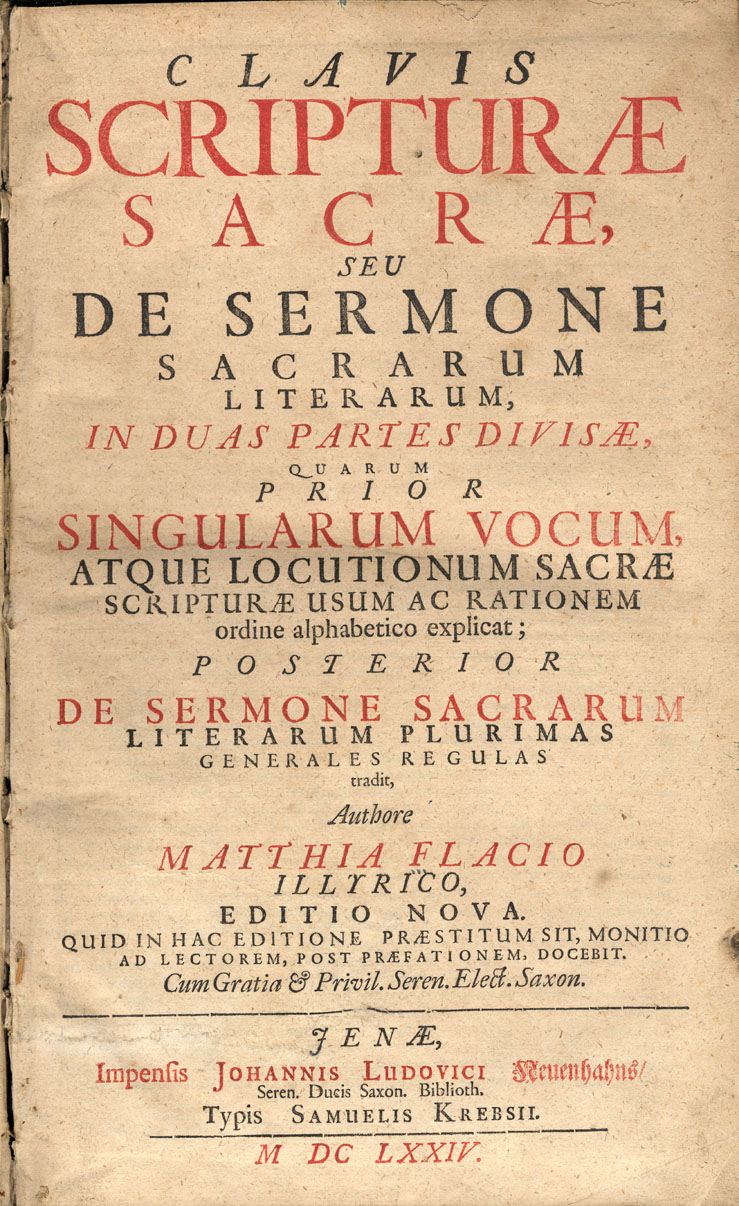
Clavis scripturae sacrae
obra publicada pela primeira vez em 1567

- De vocabulo fidei (1549)
- De voce et re fidei (1555)
- Antilogia Papae: hoc est, de corrupto Ecclesiae statu et totius cleri papistici perversitate, Scripta aliquot veterum authorum, ante annos plus minus CCC, et interea: nunc primum in lucem eruta, et ab interitu vindicata (1555)
- Catalogus testium veritatis, qui ante nostram aetatem reclamarunt Papae (1556)
- Varia doctorum piorumque virorum de corruptu ecclesiae statu poemata Wittenberg - 1557
- Confessio Waldensium (1558)
- Konfutationsbuch (1559)
- Ecclesiastica historia, integram Ecclesiae Christi ideam ... secundum singulas Centurias, perspicuo ordine complectens ... ex vetustissimis historicis ...congesta: Per aliquot studiosos et pios viros in urbe Magdeburgica (1559–1574)
- Clavis Scripturae Sacrae seu de Sermone Sacrarum literarum (Basileia, 1567)
- Glossa compendiaria in Novum Testamentum (1570)
- Esortazione al serenissimo principe - 1570
- Anregung und Mitarbeit an der Redaktion der Magdeburger Centurien